# Заяча лапа зморшкувата
Заяча лапа зморшкувата (Rhytidium rugosum) — вид мохів порядку гіпнобрієвих (Hypnales).

## Поширення
Ареал охоплює такі частини світу: Європа, Північна Америка, Азія.
Населяє скелі, тонкий шар ґрунту або гумусу, що покриває скелю, оголені скельні уступи, скелясті схили, кручі, напіввідкриті сухі ліси, у тундрі, набагато рідше на вологих місцях; на висотах від 1000 до 3900 метрів.

## Характеристика

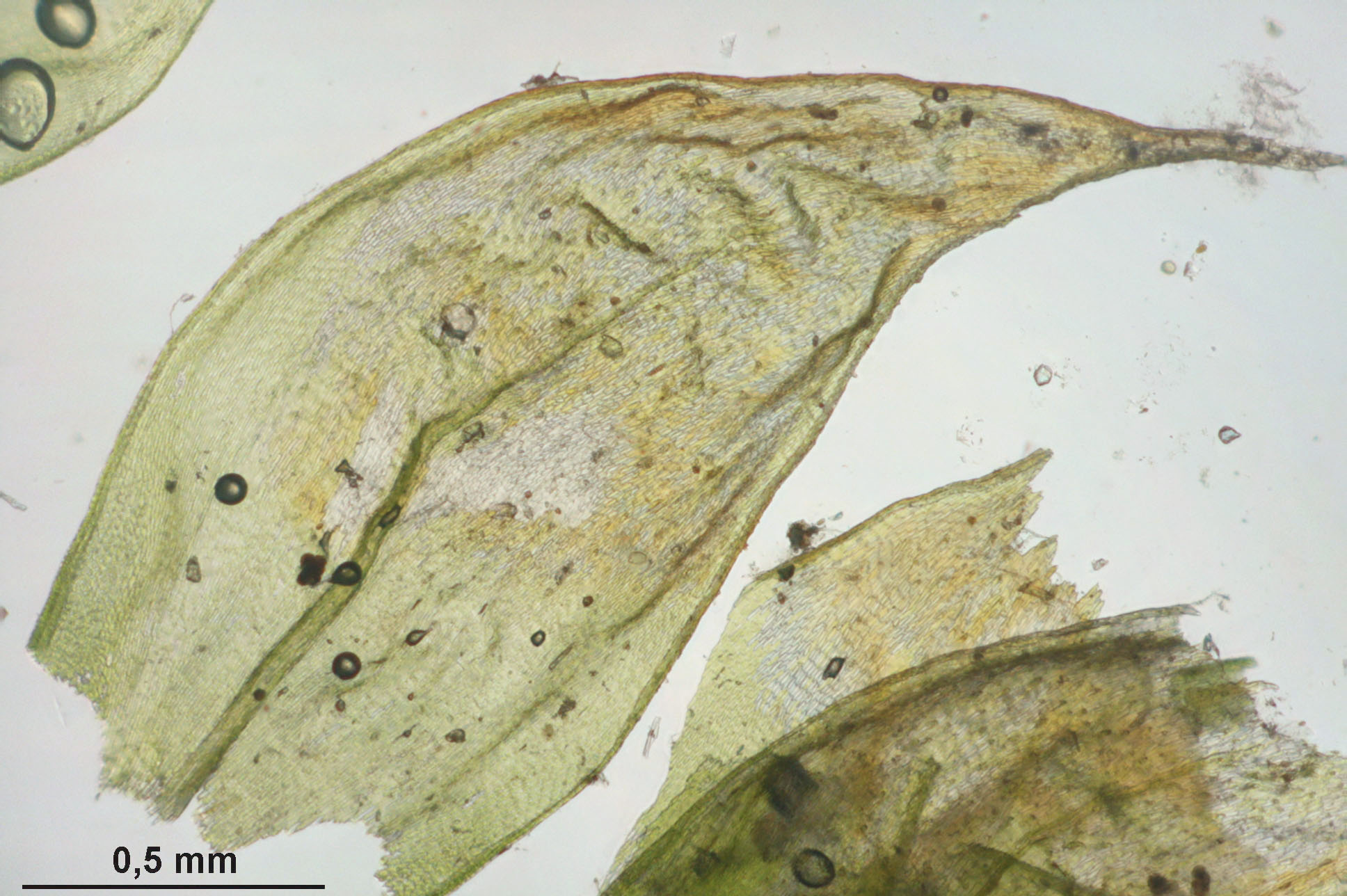

Рослини до 10 см, від жовтувато-зелених до золотисто-коричневих. Стебла 2–3 мм ушир, часто гачкуваті на верхівках, розгалуження до 10 мм. Стеблові листки 2.8–4.5 × 0.8–1.5 мм. Листки 1.2–2.3 × 0.4–0.8 мм. Коробочкові ніжки 2–2.5 см. Коробочка 2–2.5 мм.